# Font d'Urso
La Font d'Urso és una font del terme municipal de Tremp, del Pallars Jussà, a l'antic terme ribagorçà de Sapeira, en territori del poble d'Esplugafreda.
Està situada a 850 m d'altitud, dins de la Balma d'Urso, la spelunca fracta (cova trencada) que dona nom al veí poble d'Esplugafreda. És a l'esquerra del barranc dels Botets, al sud-est d'Esplugafreda, a los Obacs.